# Handley Page HP.31 Harrow
El Handley Page HP.31 Harrow fue un biplano monomotor biplaza construido para cubrir una especificación por un avión torpedero y de reconocimiento embarcado. Tras las pruebas, se prefirió al Blackburn Ripon, aunque el Harrow desempeñó un significativo papel en el desarrollo de los slots automáticos.

## Diseño y desarrollo
A principios de 1924 se emitió la Especificación 21/23 del Ministerio del Aire, solicitando un reemplazo biplaza para el Blackburn Dart, capaz de actuar como torpedero o bombardero convencional en alcances cortos, así como de tener una capacidad de reconocimiento de 12 horas. El Harrow, conocido inicialmente como Type E, pero retrospectivamente como HP.31 cuando la compañía introdujo designaciones numéricas en 1924, fue la propuesta de Handley Page. Resultaron exitosos, recibiendo el encargo de construir dos prototipos.
El Harrow era esencialmente un biplano de un solo vano, aunque existía un par de soportes interplanares adicional en cada extremidad de la sección central. Las alas poseían las mismas envergadura y cuerda constante, sin aflechamiento ni decalaje. Ambas alas superior e inferior disponían de alerones exteriores y de flaps interiores, estos últimos finalizando en la sección central. Ambas alas también disponían de slats de borde de ataque en toda su envergadura. Las secciones exteriores de los mismos estaban conectadas con el movimiento hacia abajo de los alerones y las secciones interiores de los flaps. El ala inferior era plana, pero la superior tenía 4,5º de diedro, por lo que el hueco aumentaba notablemente con la envergadura. Como era usual en los aviones embarcados, las alas se plegaban por la sección central. Las mismas estaban recubiertas de tela; una diferencia entre los dos prototipos era que el segundo poseía largueros alares metálicos, y otra, que sus slats podían operarse independientemente.
Estaba propulsado por un único motor Napier Lion refrigerado por agua, inicialmente un Mark V de 350 kW (470 hp), montado tan bajo en el morro como dejaba el espacio libre de la hélice con el suelo, por lo que la parte superior del fuselaje podía descender por delante de la cabina, dando la mejor visibilidad posible en los apontajes de alta incidencia. Existía un radiador frontal montado inmediatamente debajo del eje de la hélice. El piloto se sentaba debajo del ala superior, justo detrás del larguero trasero y con un recorte para la visibilidad. El puesto del observador/artillero estaba cerca y detrás del piloto para facilitar la comunicación, ya que debía realizar los trabajos de navegación en los vuelos largos lejos del portaaviones que habían sido tradicionalmente asignados a un tercer tripulante. Por detrás de ellos, el fuselaje recubierto de tela llevaba una cola convencional con superficies de control equilibradas, aunque la incidencia de todo el plano de cola también podía ser ajustado.
El Harrow debía tener un espacio libre debajo del fuselaje para permitir el lanzamiento de un torpedo. Las patas principales estaban unidas al larguero delantero en los extremos de la sección central, yendo un par de soportes de arriostramiento desde los ejes partidos hasta los larguerillos inferiores del fuselaje. Se instalaron ganchos de muelle en los extremos interiores de los ejes para que se engancharan a los cables de retención longitudinales de la época. La especificación requería que el tren de aterrizaje terrestre pudiera reemplazarse rápidamente por flotadores. Estos eran largos, con un solo rediente y equipados con timones acuáticos, construidos por Short Brothers.
El primer vuelo del Harrow fue realizado por Hubert Broad el 24 de abril de 1926. Surgieron cierta cantidad de problemas menores del programa de primeros vuelos, pero un tema consistente fue el recalentamiento del motor. A finales de mayo, el Harrow estaba despegando y aterrizando en el HMS Furious como parte de la competición de la especificación. Se trasladó hasta RAF Martlesham Heath para realizar más pruebas de la especificación del Ministerio del Aire a finales de agosto. En diciembre, fue reemplazado por el segundo prototipo, que había volado por primera vez el 30 de octubre de 1926. En la primavera de 1927 estaba claro que se prefería al Blackburn Ripon, y, en junio, el segundo prototipo fue devuelto a Handley Page en lugar de llevar a cabo las pruebas como hidroavión, principalmente debido a su sobrecalentamiento. Sin embargo, Handley Page consiguió fondos para un Harrow Mk II, que usaba un motor Napier Lion XI más potente que producía 395 kW (530 hp) en la célula del primer prototipo. Este motor utilizaba una capota más delgada y puntiaguda de sección semicircular bajo el morro. Al mismo tiempo, la resistencia fue reducida y la ligereza del timón y los elevadores fue mejorada rebajando la cubierta del fuselaje trasero y, con ella, el puesto del artillero. Más tarde en verano, fue instalado un Lion XA, junto con mayor radiador cuadrado. Se realizaron más modificaciones en el Mk II, con la adición de diedro a ambas alas, un morro más delgado y radiadores laterales retráctiles como los de su competidor, el Ripon II. Hubo más modificaciones en los flaps y slots antes de que el avión volviera a Martlesham para competir de nuevo contra el Ripon II y el Avro Buffalo II, realizando lanzamientos de torpedos antes de trasladarse a Felixstowe como hidroavión. Allí demostró ser poco satisfactorio, sufriendo daños de la maresía, y fue dado de baja en agosto de 1928.
A finales del verano de 1927, el segundo prototipo había estado involucrado en continuar la serie de pruebas del Ministerio del Aire sobre los slats, que había realizado previamente el Hendon III. Utilizó la última versión de los slats de punta alar automáticos y fue aclamada como un gran éxito y una defensa segura contra las entradas en pérdida no provocadas. Fue retirado a finales de septiembre.

## Variantes
Type E
Primera designación del modelo, segundo uso de la letra E (el primero fue el Handley Page Type E de 1912, más tarde HP.5).
HP.31 Harrow I
Prototipo de bombardero embarcado, dos construidos.
HP.31 Harrow II
Primer prototipo del Harrow con motor motor Napier Lion XI y otras mejoras.
HP.31A Hanwell
Versión propuesta con motor Bristol Jupiter VIII, no construida.

## Operadores
Reino Unido
- Real Fuerza Aérea

## Especificaciones (Harrow II, versión terrestre)
Referencia datos: Barnes y James, 1987

### Características generales
- Tripulación: Dos (piloto y artillero/navegante)
- Longitud: 10,6 m (34,8 ft)
- Envergadura: 14 m (46 ft)
- Superficie alar: 54,9 m² (591 ft²)
- Peso vacío: 1870 kg (4121,5 lb)
- Peso cargado: 3316 kg (7308,5 lb)
- Planta motriz: 1× motor lineal W12 refrigerado por agua Napier Lion XIA.
  - Potencia: 395 kW (545 HP; 537 CV)
- Hélices: Bipala de madera de paso fijo

### Rendimiento
- Velocidad máxima operativa (Vno): 202 km/h (126 MPH; 109 kt)
- Alcance: 725 km (391 nmi; 450 mi)
- Techo de vuelo: 4730 m (15 518 ft)

### Armamento
- Ametralladoras: 

  - 1x Vickers de 7,7 mm fija de fuego frontal a través del disco de la hélice
  - 1x Lewis de 7,7 mm flexible en anillo Scarff en cabina dorsal
- Bombas: Hasta 236 kg o 1x torpedo de 457 mm

## Aeronaves relacionadas

### Secuencias de designación
- Secuencia HP._ (interna de Handley Page): ← HP.28 - HP.29 - HP.30 - HP.31 - HP.32 - HP.33 - HP.34 →